# Revidirani Novi opći katalog
Revidirani Novi opći katalog (eng. The Revised New General Catalogue, kratica RNGC) je revizija izvornog Novog općeg kataloga kojeg je sastavio John Louis Emil Dreyer. Pokazalo se da Dreyer nije točno izmjerio svjetlosti nekih objekata, niti je neke objekte točno opisao, kako se poslije pokazalo. Stoga se to moralo revidirati. Danas većina astronomskih računalnih programa rabe ovaj katalog i Revidirani Indeksni katalog kao izvor za njihovu bazu podataka o objektima dubokog svemira. Ovaj katalog su sastavili Jack W. Sulentic i W. G. Tifft; ipak, ovo revidirano izdanje je previdilo brojne Dreyerove pogreške i u ovom se izdanju nije pokušalo ispraviti identifikacije brojnih krivih objekata.

## Poveznice
- Popis NGC objekata
- Katalozi objekata dalekog svemira
- Messierov katalog
- Indeksni katalog
- Novi opći katalog
- Opći katalog maglica i skupova
- Bossov Opći katalog
- Novi opći katalog

## Vanjske poveznice
- University of Alabama - Department of Physics & Astronomy  Arhivirana inačica izvorne stranice od 2. studenoga 2010. (Wayback Machine) Jack W. Sulentic - Professor of Astronomy and astrophysics